# Paul Fuhrmann (Bergbauingenieur)
Paul Fuhrmann (* 20. September 1849 in Hamm; † 26. März 1900 in Wiesbaden) war ein deutscher Bergwerksdirektor.

## Leben
Paul Fuhrmann wurde als Sohn des Fabrikbesitzers Carl Fuhrmann und dessen Ehefrau Wilhelmine Brüggemann geboren und absolvierte ein Bergbaustudium. Sein Referendariat legte er beim 
Oberbergamt Dortmund ab und wurde im Harzer Hüttenrevier als Hütteninspektor eingesetzt, bevor er die Stelle als Hilfsarbeiter im Ministerium für Handel und Gewerbe in Berlin einnahm. Zugleich hatte er einen Lehrauftrag an der Bergakademie Berlin. 
In den Jahren von 1885 bis 1895 war er Direktor der Berginspektion Dillenburg im Bergrevier Dillenburg und zugleich Lehrer an der Bergschule.
Er wechselte als Oberbergrat in das schlesische Kohlerevier und kehrte nach einjähriger Tätigkeit in das Berliner Ministerium zurück, wo er die Stelle als Vortragender Rat (Geheimer Regierungsrat) einnahm.
Von 1898 an war er bis zu seinem Tod als Oberberg- und Hüttendirektor der Mansfeldischen Kupferschiefer-Gewerkschaft in Eisleben tätig.